# فورد مینلاین

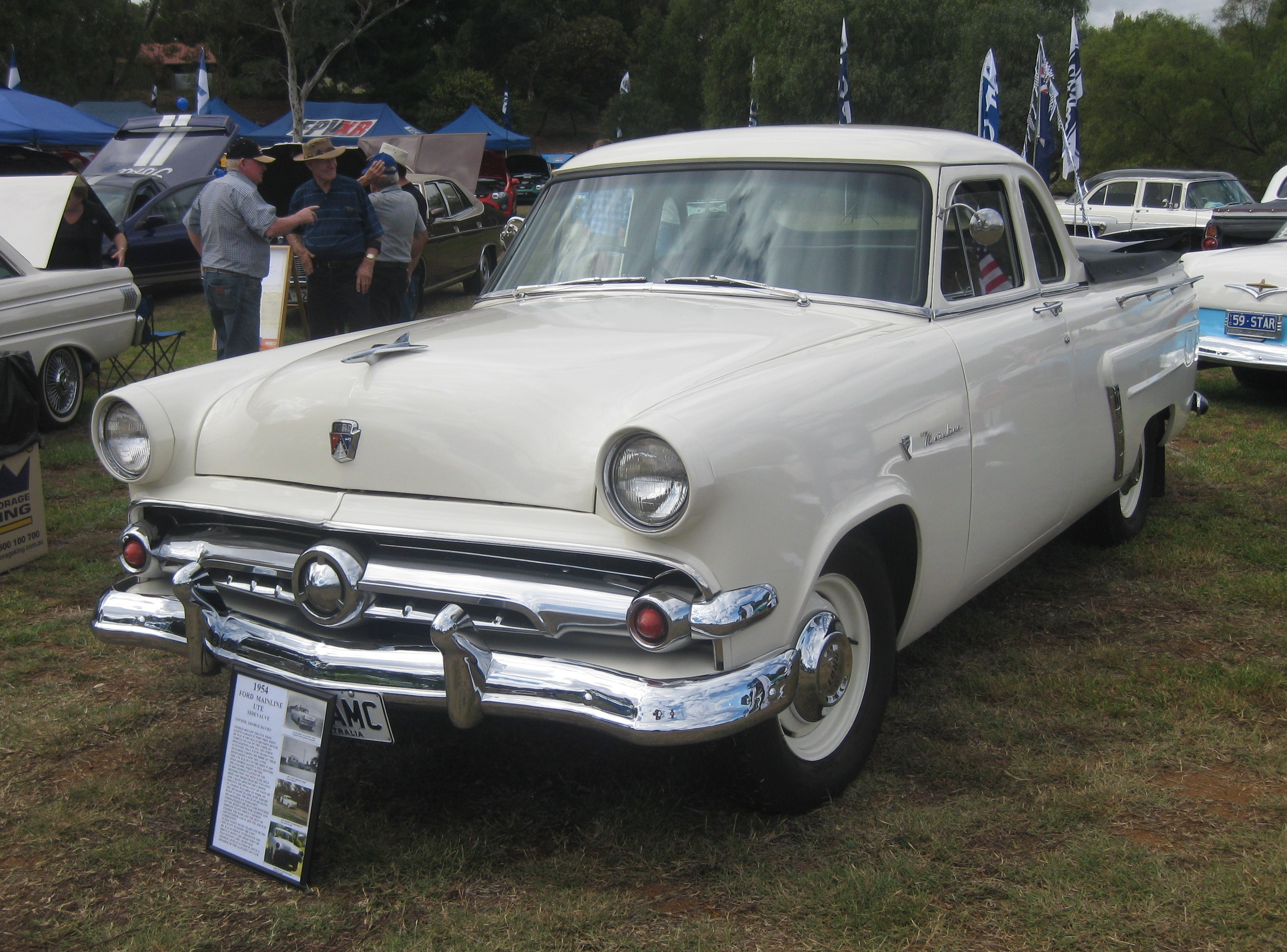

فورد مینلاین (انگلیسی: Ford Mainline) یک مدل خودرو است که توسط شرکت خودروسازی فورد از سال ۱۹۵۲ تا ۱۹۵۶ تولید شد. این خودرو یکی از ارزان‌ترین خودروهای فورد در آن زمان بود و به عنوان یک گزینه اولیه و مقرون به صرفه برای مصرف‌کنندگان به بازار عرضه شد. مین لاین در چندین مدل بدنه از جمله سدان‌های دو در و چهار در، واگن دو در و سدان دو درب موجود بود.
Mainline از یک موتور ۳٫۷ لیتری شش سیلندر خطی استفاده می‌کرد که قادر به تولید ۱۰۱ اسب بخار بود. این خودرو دارای یک گیربکس سه سرعته دستی و یک پیشرانه چرخ عقب بود. همچنین دارای ترمزهای درام، محورهای جلو و عقب محکم و فنرهای برگ بود.
علیرغم اینکه Mainline یک خودروی مقرون به صرفه بود، دارای ویژگی‌های قابل توجهی بود، از جمله یک پاک کننده هوای حمام روغن خودتنظیم و یک سیستم الکتریکی شش ولت. همچنین دارای فضای داخلی نسبتاً جادار، با صندلی‌های نیمکت و فضای پای کافی برای مسافران بود.
مین لاین در نهایت با فورد کاستوم لاین جایگزین شد که نسخه لوکس تر این خودرو بود. امروزه، Mainline به یک خودروی کلاسیک تبدیل شده‌است و مورد توجه کلکسیونرها و علاقه مندان به دلیل طراحی ساده و ساده، قابلیت اطمینان و مقرون به صرفه بودن است.